# Copa de Oro Nicolás Leoz 1993
La Copa de Oro Nicolás Leoz 1993 fue la primera edición del torneo oficial organizado por la Confederación Sudamericana de Fútbol. Fue disputada por los equipos que se habían consagrado campeones en las cuatro competiciones llevadas a cabo por Conmebol durante el año 1992: Atlético Mineiro, São Paulo y Cruzeiro, de Brasil; y Boca Juniors, de Argentina. El certamen se desarrolló entre los días 7 y 22 de julio de 1993.
El campeón fue Boca Juniors, tras vencer por 1-0 en condición de local a Atlético Mineiro en la revancha de la final, luego de empatar sin goles el partido de ida disputado en Belo Horizonte. Como tal, calificó para disputar la Copa Iberoamericana 1994 ante Real Madrid de España.

## Formato y equipos participantes
Si bien el torneo se desarrolló bajo un sistema simple de eliminación directa, no todas las llaves se jugaron de la misma manera. Una de las semifinales fue disputada en un único partido, cuyo ganador, en caso de empate, fue definido mediante los tiros desde el punto penal. La otra semifinal y la final, por su parte, se llevaron a cabo en partidos de ida y vuelta, con la disputa de un tiempo suplementario con muerte súbita, de ser necesario.
Los cuatro equipos que participaron fueron:
| País                     | Equipo                              | Competición ganada                                                                                              |
| ------------------------ | ----------------------------------- | --- |
| Argentina 1 participante | Boca Juniors                        | Campeón de la Copa Máster de Supercopa 1992                                                                     |
| Brasil 3 participantes   | Atlético Mineiro Cruzeiro São Paulo | Campeón de la Copa Conmebol 1992 Campeón de la Supercopa Sudamericana 1992 Campeón de la Copa Libertadores 1992 |

### Distribución geográfica de los equipos
Distribución geográfica de las sedes de los equipos participantes:

## Resultados

### Cuadro de desarrollo
|  | Semifinales          | Semifinales      | Semifinales      | Semifinales      |   |              | Final            | Final            | Final            | Final            |  |
|  | 7 al 10 de julio     | 7 al 10 de julio | 7 al 10 de julio | 7 al 10 de julio |   |              | 14 y 22 de julio | 14 y 22 de julio | 14 y 22 de julio | 14 y 22 de julio |  |
|  |                      |                  |                  |                  |   |              |                  |                  |                  |                  |  |
|  |                      |                  |                  |                  |   |              |                  |                  |                  |                  |  |
|  | São Paulo            | 0                | 1                | 1                |   |              |                  |                  |                  |                  |  |
|  | São Paulo            | 0                | 1                | 1                |   |              |                  |                  |                  |                  |  |
|  | Boca Juniors (t. s.) | 1                | 1                | 2                |   |              |                  |                  |                  |                  |  |
|  | Boca Juniors (t. s.) | 1                | 1                | 2                |   | Boca Juniors | 0                | 1                | 1                |                  |  |
|  |                      |                  |                  |                  |   | Boca Juniors | 0                | 1                | 1                |                  |  |
|  |                      |                  | Atlético Mineiro | 0                | 0 | 0            |                  |                  |                  |                  |  |
|  | Atlético Mineiro (p) | 0                | Atlético Mineiro | 0                | 0 | 0            | –                | 0 (5)            |                  |                  |  |
|  | Atlético Mineiro (p) | 0                |                  |                  |   |              | –                | 0 (5)            |                  |                  |  |
|  | Cruzeiro             | 0                | –                | 0 (4)            |   |              |                  |                  |                  |                  |  |
|  | Cruzeiro             | 0                | –                | 0 (4)            |   |              |                  |                  |                  |                  |  |
|  |                      |                  |                  |                  |   |              |                  |                  |                  |                  |  |

- Nota: En las llaves de doble partido, el equipo que ocupa la primera línea es el que definió la serie como local.

### Semifinales
| 7 de julio de 1993 | Boca Juniors | 1:0 (0:0) | São Paulo | Estadio La Bombonera, Buenos Aires |                             |
|                    | Martínez 85' |           |           | Árbitro(s): Ernesto Filippi        | Árbitro(s): Ernesto Filippi |

| 10 de julio de 1993 | São Paulo   | 1:1 (1:0, 0:0) (t. s.) | Boca Juniors | Estadio Pacaembú, São Paulo        |                                    |
|                     | Matosas 72' |                        | Martínez 91' | Árbitro(s): Juan Francisco Escobar | Árbitro(s): Juan Francisco Escobar |

| 8 de julio de 1993 | Atlético Mineiro                            | 0:0 (5:4 p.)               | Cruzeiro                                                              | Estadio Mineirão, Belo Horizonte |  |
|                    |                                             |                            |                                                                       | Árbitro(s): José Torres Cadena   |  |
|                    |                                             | Tiros desde el punto penal |                                                                       |                                  |  |
|                    | Gilson · Ryuler · Orlando · Valdir · Aílton |                            | Roberto Gaúcho · Paulo Roberto · Edenílson · Luís Fernando · Cleisson |                                  |  |

### Final

#### Ida
| 14 de julio de 1993 | Atlético Mineiro | 0:0 | Boca Juniors | Estadio Mineirão, Belo Horizonte |  |
|                     |                  |     |              | Árbitro(s): Jorge Nieves         |  |

|            | POR        | Luís Henrique         |     |
|            | DEF        | Luciano               |     |
|            | DEF        | Orlando               |     |
|            | DEF        | Ryuler                |     |
|            | DEF        | Guto                  |     |
|            | MED        | Carlos                |     |
|            | MED        | Valdir                |     |
|            | MED        | Vanderlei             | 74' |
|            | MED        | Wiver                 |     |
|            | DEL        | Reinaldo              | 75' |
|            | DEL        | Aílton                |     |
| Entrenador | Entrenador | Luiz de Matos Luchesi |     |

|            | POR        | Carlos Navarro Montoya |  |
|            | DEF        | Diego Soñora           |  |
|            | DEF        | Juan Simón             |  |
|            | DEF        | Carlos Moya            |  |
|            | DEF        | Carlos Mac Allister    |  |
|            | MED        | Claudio Rodríguez      |  |
|            | MED        | Luis Medero            |  |
|            | MED        | Gustavo Neffa          |  |
|            | MED        | Carlos Tapia           |  |
|            | DEL        | Sergio Martínez        |  |
|            | DEL        | Luis Alberto Carranza  |  |
| Entrenador | Entrenador | Jorge Habegger         |  |

|  | MED | Toninho Pereira | 74' |
|  | DEL | Gilson          | 75' |

|  |  |  |  |

| Árbitro | Jorge Nieves |

|            | POR        | Luís Henrique         |     |
|            | DEF        | Luciano               |     |
|            | DEF        | Orlando               |     |
|            | DEF        | Ryuler                |     |
|            | DEF        | Guto                  |     |
|            | MED        | Carlos                |     |
|            | MED        | Valdir                |     |
|            | MED        | Vanderlei             | 74' |
|            | MED        | Wiver                 |     |
|            | DEL        | Reinaldo              | 75' |
|            | DEL        | Aílton                |     |
| Entrenador | Entrenador | Luiz de Matos Luchesi |     |

|            | POR        | Carlos Navarro Montoya |  |
|            | DEF        | Diego Soñora           |  |
|            | DEF        | Juan Simón             |  |
|            | DEF        | Carlos Moya            |  |
|            | DEF        | Carlos Mac Allister    |  |
|            | MED        | Claudio Rodríguez      |  |
|            | MED        | Luis Medero            |  |
|            | MED        | Gustavo Neffa          |  |
|            | MED        | Carlos Tapia           |  |
|            | DEL        | Sergio Martínez        |  |
|            | DEL        | Luis Alberto Carranza  |  |
| Entrenador | Entrenador | Jorge Habegger         |  |

|  | MED | Toninho Pereira | 74' |
|  | DEL | Gilson          | 75' |

|  |  |  |  |

| Árbitro | Jorge Nieves |

#### Vuelta
| 22 de julio de 1993 | Boca Juniors     | 1:0 (0:0) | Atlético Mineiro | Estadio La Bombonera, Buenos Aires |                            |
|                     | Mac Allister 53' |           |                  | Árbitro(s): Jorge Orellana         | Árbitro(s): Jorge Orellana |

| 1          | POR        | Carlos Navarro Montoya |     |
| 13         | DEF        | Alejandro Giuntini     |     |
| 2          | DEF        | Juan Simón             |     |
| 6          | DEF        | Carlos Moya            |     |
| 3          | DEF        | Carlos Mac Allister    |     |
| 4          | MED        | Diego Soñora           |     |
| 5          | MED        | Luis Medero            |     |
| 10         | MED        | Carlos Tapia           | 42' |
| 7          | DEL        | Sergio Martínez        | 74' |
| 15         | DEL        | Sergio Saturno         |     |
| 11         | DEL        | Luis Alberto Carranza  |     |
| Entrenador | Entrenador | Jorge Habegger         |     |

| 1          | POR        | Luís Henrique         |     |
| 4          | DEF        | Luciano               | 8'  |
| 14         | DEF        | Anderson              |     |
| 3          | DEF        | Ryuler                |     |
| 6          | DEF        | Paulo Roberto         |     |
| 8          | MED        | Carlos                |     |
| 5          | MED        | Valdir                |     |
| 10         | MED        | Reinaldo              |     |
| 17         | MED        | Vanderlei             | 74' |
| 9          | DEL        | Aílton                |     |
| 11         | DEL        | Wiver                 |     |
| Entrenador | Entrenador | Luiz de Matos Luchesi |     |

|  | DEL | Alberto Márcico   | 42' |
|  | MED | Claudio Rodríguez | 74' |

|  | MED | Toninho Pereira | 8'  |
|  | DEL | Gilson          | 74' |

| Anotado | 53' | Carlos Mac Allister | 1:0 |

|  |  |  |  |

| Árbitro | Jorge Orellana |

| 1          | POR        | Carlos Navarro Montoya |     |
| 13         | DEF        | Alejandro Giuntini     |     |
| 2          | DEF        | Juan Simón             |     |
| 6          | DEF        | Carlos Moya            |     |
| 3          | DEF        | Carlos Mac Allister    |     |
| 4          | MED        | Diego Soñora           |     |
| 5          | MED        | Luis Medero            |     |
| 10         | MED        | Carlos Tapia           | 42' |
| 7          | DEL        | Sergio Martínez        | 74' |
| 15         | DEL        | Sergio Saturno         |     |
| 11         | DEL        | Luis Alberto Carranza  |     |
| Entrenador | Entrenador | Jorge Habegger         |     |

| 1          | POR        | Luís Henrique         |     |
| 4          | DEF        | Luciano               | 8'  |
| 14         | DEF        | Anderson              |     |
| 3          | DEF        | Ryuler                |     |
| 6          | DEF        | Paulo Roberto         |     |
| 8          | MED        | Carlos                |     |
| 5          | MED        | Valdir                |     |
| 10         | MED        | Reinaldo              |     |
| 17         | MED        | Vanderlei             | 74' |
| 9          | DEL        | Aílton                |     |
| 11         | DEL        | Wiver                 |     |
| Entrenador | Entrenador | Luiz de Matos Luchesi |     |

|  | DEL | Alberto Márcico   | 42' |
|  | MED | Claudio Rodríguez | 74' |

|  | MED | Toninho Pereira | 8'  |
|  | DEL | Gilson          | 74' |

| Anotado | 53' | Carlos Mac Allister | 1:0 |

|  |  |  |  |

| Árbitro | Jorge Orellana |

|                                  |
| Bandera de Argentina             |
| Campeón Boca Juniors 1.er título |

## Estadísticas

### Goleadores
| Jugador             | Club         | Goles |
| ------------------- | ------------ | ----- |
| Sergio Martínez     | Boca Juniors | 2     |
| Carlos Mac Allister | Boca Juniors | 1     |
| Gustavo Matosas     | São Paulo    | 1     |